# Hassan Kachach
Hassan Kachach (en arabe : حسن كشاش), né à Constantine, est un acteur et médecin algérien. Il est connu pour son rôle de Mostefa Ben Boulaïd dans le film Mostefa Ben Boulaïd, ainsi que dans la série télévisée El Khawa (الخاوة). En 2019, il joue le rôle de Taher (الطاهر) dans la série tuniso-algérienne Machā`ir (مشاعر).(دموع لولية)

## Biographie
Hassan Kachach a étudié la médecine et il a pratiqué pendant un certain temps avant que le réalisateur Ahmed Rachedi lui propose un rôle dans son film C'était la guerre. Il lui répondu : « Il y a un dénominateur commun entre la médecine et la représentation : la première traite de l'âme et de l'esprit, et la deuxième traite de l'âme, de l'esprit et de la cause commune : l'être humain. » Le réalisateur rit et accepta sa participation dans le film. Puis, il a travaillé avec le réalisateur Mohamed Chouikh dans le film L'Arche du désert en 1997.
Hassan Kachach est un acteur avec un « visage », qui se fera vraiment connaître du grand public algérien avec le film Mostefa Ben Boulaïd, puis dans le film tuniso-algérien Les Palmiers Blessés en 2010, réalisé par le cinéaste tunisien Abdellatif Ben Ammar mais aussi dans la série Aïssat Idir. S'ensuivront de nombreux films et séries en Algérie, en France, en Syrie et ailleurs.
Hassan Kachach, qui poursuit sa carrière sur les deux rives de la Méditerranée, est devenu l'un des visages populaires du petit et grand écran et l'un des promoteurs du renouveau du cinéma algérien.

## Filmographie

### Cinéma
- 1993 : C'était la guerre d'Ahmed Rachedi
- 2002 : L'Arch du désert de Mohamed Chouikh
- 2008 : Mostefa Ben Boulaïd d'Ahmed Rachedi : Mostefa Ben Boulaïd
- 2009 : Llob de Bachir Derraïs
- 2010 : Les Palmiers blessés d'Abdellatif Ben Ammar
- 2015 : Lotfi d'Ahmed Rachedi : Ferhat Abbas
- 2015 : Les sept remparts de la citadelle d'Ahmed Rachedi
- 2017 : En attendant les hirondelles de Karim Moussaoui : Dahmane
- 2017 : Point Final de Ahmed Rachedi

### Télévision
- 2009 : Aïssat Idir de Kamel Laham
- 2012 : Al Hiyani de Kamel Kamel
- 2016 : Khatoun de Thamer Ishak
- 2017 : El Khawa de Madih Belaïd : Hassan Mestfaoui
- 2019 : Mashaïr de Muhammet Gök : Tahar
- 2021 : Millionnaire de Muhammet Gök : Fayçal
- 2023 : doumouaa lawliya
- 2024: Dmou3 Lawlia d' Adel Bahlool

## Distinctions

### Récompense
- Festival du film arabe 2009 : Meilleur acteur dans le film Mostefa Ben Boulaïd
- Nomination au Festival de Cannes pour le film En attendant les hirondelles.
- Dakar Series: Festival Panafricain des séries 2024: Meilleur acteur pour Dmou3 Lawlia[5]